# Czerwono-Czarni
Czerwono-Czarni – polski zespół muzyczny założony w 1960 w Gdańsku przez Franciszka Walickiego; jeden z pionierów bigbitu w Polsce.

## Powstanie i skład zespołu
Zespół powstał z inicjatywy Franciszka Walickiego 22 czerwca 1960 przy gdańskim „Jazz Clubie”, wykorzystując w nazwie jego barwy – kolory czarny i czerwony. W założeniu miał być kontynuacją rozwiązanego w 1959 zespołu Rhythm and Blues. Pierwszy skład tworzyli: Przemysław Gwoździowski – saksofon, Wiesław Bernolak – gitara, Zbigniew Wilk – fortepian, Wiesław Damięcki – kontrabas, Ryszard Żuk – perkusja, a śpiewali wówczas: Marek Tarnowski, Andrzej Jordan i Janusz Godlewski.
Później z zespołem występowali też inni soliści: Anna Cewe, Michaj Burano, Henryk Fabian, Wojciech Gąssowski, Toni Keczer, Maciej Kossowski, Jacek Lech, Józef Ledecki, Helena Majdaniec, Katarzyna Sobczyk, Karin Stanek, Marianna Wróblewska. W 1977 w zespole śpiewali Jerzy Góraj, Sandra Pasternak i Irena Woźniacka.
Przez zespół przewinęło się również wielu instrumentalistów: Krzysztof Bernard – gitara i wiolonczela; Maciej Kossowski, Marian Napieralski – trąbka; saksofoniści – Przemysław Gwoździowski, Zbigniew Bizoń, Włodzimierz Chrzanowski, Wojciech Miczyński, Mirosław Wójcik; gitarzyści – Wiesław Bernolak, Piotr Puławski, Tomasz Jaśkiewicz, Jerzy Korman, Stanisław Krawczyk, Tadeusz Mróz; pianiści i organiści – Janusz Koman, Józef Krzeczek, Klaudiusz Maga, Ryszard Poznakowski, Krzysztof Sadowski, Tomasz Śpiewak; gitarzyści basowi i kontrabasiści – Wiesław Katana, Seweryn Krajewski, Gustaw Gabor, Zdzisław Orłowski, Janusz Rafalski, Henryk Zomerski; perkusiści – Ryszard Gromek, Jan Knap, Piotr Milewski.
Kolejnymi kierownikami muzycznymi grupy byli: Zbigniew Garsen (Zbigniew Wilk) (1960), P. Gwoździowski (1961), W. Bernolak (1961–1963), J. Krzeczek (1963), Z. Bizoń (1964), R. Poznakowski (1965–1967) oraz H. Zomerski (od 1968).

## Działalność zespołu
Grupa zadebiutowała 23 lipca 1960 w klubie studenckim „Żak” w Gdańsku, pierwszą EP-kę nagrała 23 kwietnia 1961. Był to pierwszy polski krążek z rock and rollową muzyką zagraniczną. Zespół brał też udział w wielu konkursach muzycznych dla początkujących wokalistów. W ten sposób karierę zaczęli m.in. tacy piosenkarze jak Wojciech Gąssowski, Helena Majdaniec czy Marianna Wróblewska.
Zespół zyskał dużą popularność i występował na licznych festiwalach i innych imprezach muzycznych (m.in. Międzynarodowy Festiwal Piosenki w Sopocie, Krajowy Festiwal Polskiej Piosenki w Opolu, gdzie zdobył wiele wyróżnień). Pomiędzy 1964 a 1966 zagrał koncerty w Czechosłowacji, Niemczech, Stanach Zjednoczonych i Kanadzie. W tym okresie muzycy pojawili się także w filmach: Zbrodniarz i panna Janusza Nasfetera i Dwa żebra Adama Janusza Morgensterna.

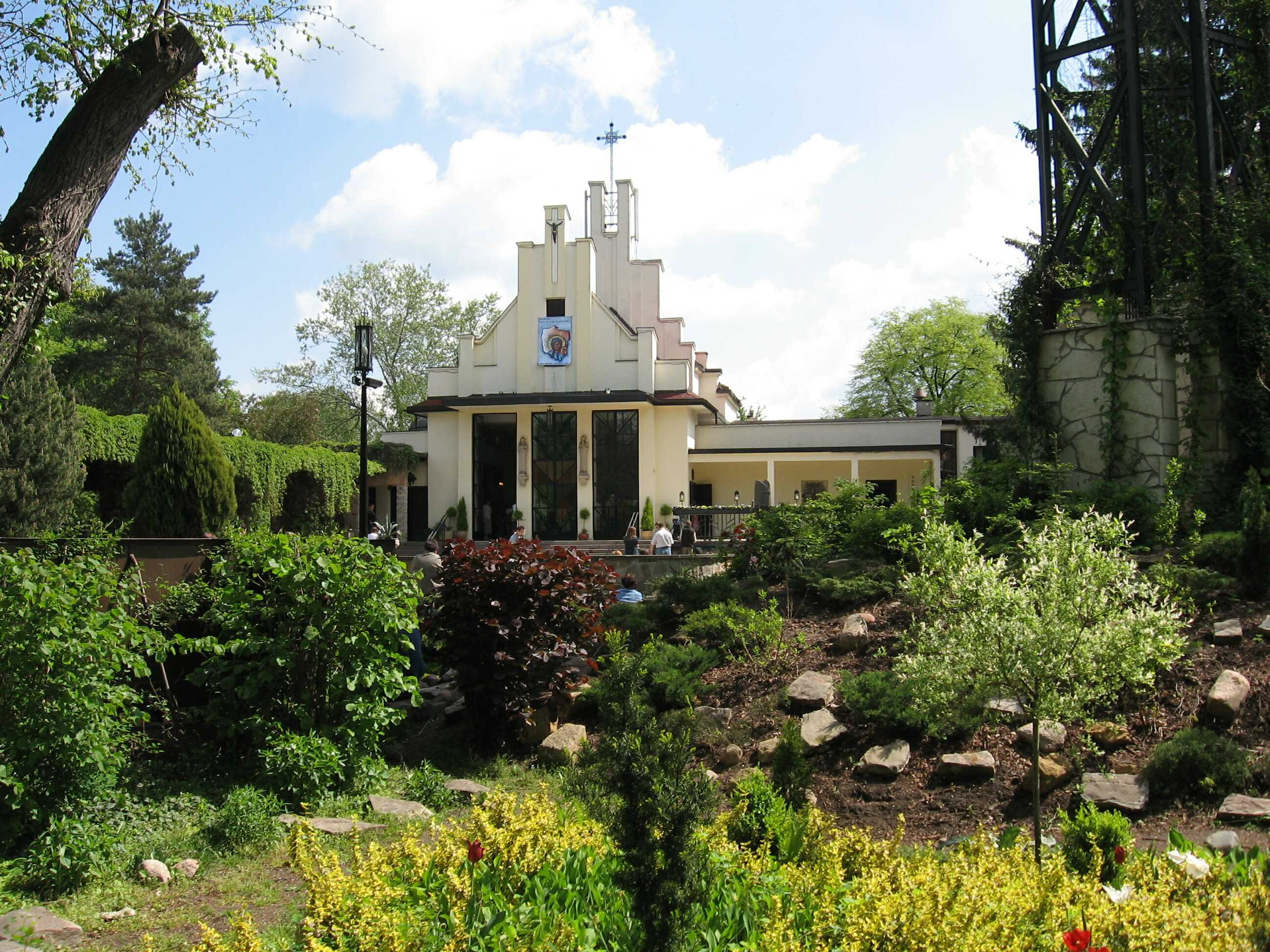
Kościół św. Krzysztofa w Podkowie Leśnej, miejsce premiery Mszy beatowej

13 kwietnia 1967 wystąpili obok The Rolling Stones podczas ich koncertów w Warszawie. Powolny spadek popularności zaczął się od lata 1967 kiedy z zespołu odszedł Ryszard Poznakowski. W 1968 wzorem awangardy rockowej zrealizowali Mszę beatową „Pan przyjacielem moim” napisaną przez Katarzynę Gärtner i Kazimierza Grześkowiaka. Premiera spektaklu odbyła się w kościele św. Krzysztofa w Podkowie Leśnej pod Warszawą.
W lipcu 1969 roku zespół wystąpił na III Festiwalu Piosenki Żołnierskiej z piosenką A tu żniwa.
W 1971 roku zespół zawiesił swoją działalność. Wznowił ją w 1972, jednak poza występem na Festiwalu Piosenki Żołnierskiej w Kołobrzegu nie odniósł większych sukcesów. W zasadzie w 1976 roku zespół zakończył działalność, w 1977 roku występował już tylko okazjonalnie z nowymi solistami (J. Góraj, S. Pasternak, I. Woźniacka) i zazwyczaj pod nową nazwą Longplay.
Niektórzy wokaliści kontynuowali solową karierę – np. Karin Stanek, Helena Majdaniec, Maciej Kossowski czy Jacek Lech.
Obecnie wielu muzyków Czerwono-Czarnych już nie żyje: Klaudiusz Maga zmarł 27 lutego 1971, Ryszard Gromek 27 września 1984, Józef Krzeczek 22 sierpnia 1991, Tadeusz Mróz 17 września 1991, Henryk Fabian 21 sierpnia 1998, Wiesław Katana 17 sierpnia 2000, Helena Majdaniec 18 stycznia 2002, Przemysław Gwoździowski 23 września 2005, Jacek Lech 25 marca 2007, Toni Keczer 24 listopada 2009, Katarzyna Sobczyk 28 lipca 2010, Karin Stanek 15 lutego 2011, Henryk Zomerski 16 kwietnia 2011, Tomasz Śpiewak 7 lutego 2017, Piotr Puławski 22 maja 2017, Maciej Kossowski 30 października 2022.

### Nagrody i wyróżnienia

#### Na KFPP w Opolu
- wyróżnienie dla Michaja Burano
- wyróżnienie dla Heleny Majdaniec
- wyróżnienie dla Katarzyny Sobczyk
- wyróżnienie dla Karin Stanek
- 1964 – I nagroda dla piosenki O mnie się nie martw
- 1966 – nagroda Przewodniczącego Komitetu ds. Radia i Telewizji za piosenkę Nie bądź taki Szybki Bill
- 1967 – nagroda Towarzystwa Przyjaciół Opola za piosenkę Trzynastego

#### Pozostałe
- 1972 – Srebrny Pierścień na Festiwalu Piosenki Żołnierskiej w Kołobrzegu

## Dyskografia

### Albumy studyjne
- Czerwono-Czarni (1966)
- 17.000.000 (1967)
- Zakochani są sami na świecie (1968)
- Msza beatowa „Pan przyjacielem moim” (1968)
- Bądź dziewczyną moich marzeń (1970) [płyta solowa Jacka Lecha z udziałem Czerwono-Czarnych]